# Macromitrium ousiense
Macromitrium ousiense är en bladmossart som beskrevs av Brotherus och Jean Édouard Gabriel Narcisse Paris 1910. Macromitrium ousiense ingår i släktet Macromitrium och familjen Orthotrichaceae. Inga underarter finns listade i Catalogue of Life.